# N-acilneuraminat-9-fosfat sintaza
N-acilneuraminat-9-fosfat sintaza (EC 2.5.1.57, -acetilneuraminat 9-fosfat lijaza, N-acetilneuraminat 9-fosfat sijalinska kiselina 9-fosfatna sintaza, N-acetilneuraminat 9-fosfatna sintetaza, N-acilneuraminat-9-fosfat piruvat-lijaza (piruvatna fosforilacija), sijalinska kiselina 9-fosfatna sintetaza) je enzim sa sistematskim imenom fosfoenolpiruvat:N-acil-D-manozamin-6-fosfat 1-(2-karboksi-2-oksoetil)transferaza. Ovaj enzim katalizuje sledeću hemijsku reakciju
fosfoenolpiruvat + N-acil-D-manozamin 6-fosfat + H 2O {\displaystyle \rightleftharpoons } -acilneuraminat 9-fosfat + fosfat
Ovaj enzim deluje na N-glikoloil i N-acetil-derivate.

## Literatura
- Nicholas C. Price; Lewis Stevens (1999). Fundamentals of Enzymology: The Cell and Molecular Biology of Catalytic Proteins (Third изд.). USA: Oxford University Press. ISBN 019850229X.
- Eric J. Toone (2006). Advances in Enzymology and Related Areas of Molecular Biology, Protein Evolution (Volume 75 изд.). Wiley-Interscience. ISBN 0471205036.
- Branden C; Tooze J. Introduction to Protein Structure. New York, NY: Garland Publishing. ISBN 0-8153-2305-0.
- Irwin H. Segel. Enzyme Kinetics: Behavior and Analysis of Rapid Equilibrium and Steady-State Enzyme Systems (Book 44 изд.). Wiley Classics Library. ISBN 0471303097.

## Spoljašnje veze
- N-acylneuraminate-9-phosphate+synthase на 